# Europarlamentari della Polonia della VI legislatura
Gli europarlamentari della Polonia della VI legislatura, eletti in seguito alle elezioni europee del 2004, sono stati i seguenti.

## Composizione storica
| Europarlamentare                   | Lista                                          | Gruppo  |
| ---------------------------------- | ---------------------------------------------- | ------- |
| Filip Adwent                       | Lega delle Famiglie Polacche                   | IND/DEM |
| Adam Bielan                        | Diritto e Giustizia                            | UEN     |
| Jerzy Buzek                        | Piattaforma Civica                             | PPE-DE  |
| Zdzisław Kazimierz Chmielewski     | Piattaforma Civica                             | PPE-DE  |
| Sylwester Chruszcz                 | Lega delle Famiglie Polacche                   | IND/DEM |
| Marek Aleksander Czarnecki         | Autodifesa della Repubblica Polacca            | NI      |
| Ryszard Czarnecki                  | Autodifesa della Repubblica Polacca            | NI      |
| Anna Elżbieta Fotyga               | Diritto e Giustizia                            | UEN     |
| Bronisław Geremek                  | Unione della Libertà                           | ALDE    |
| Lidia Joanna Geringer De Oedenberg | SLD - UP (Alleanza della Sinistra Democratica) | PSE     |
| Adam Gierek                        | SLD - UP (Unione del Lavoro)                   | PSE     |
| Maciej Marian Giertych             | Lega delle Famiglie Polacche                   | IND/DEM |
| Bogdan Golik                       | Autodifesa della Repubblica Polacca            | NI      |
| Genowefa Grabowska                 | Socialdemocrazia di Polonia                    | PSE     |
| Dariusz Maciej Grabowski           | Lega delle Famiglie Polacche                   | IND/DEM |
| Małgorzata Handzlik                | Piattaforma Civica                             | PPE-DE  |
| Stanisław Jałowiecki               | Piattaforma Civica                             | PPE-DE  |
| Mieczysław Edmund Janowski         | Diritto e Giustizia                            | UEN     |
| Filip Kaczmarek                    | Piattaforma Civica                             | PPE-DE  |
| Michał Tomasz Kamiński             | Diritto e Giustizia                            | UEN     |
| Bogdan Klich                       | Piattaforma Civica                             | PPE-DE  |
| Urszula Krupa                      | Lega delle Famiglie Polacche                   | IND/DEM |
| Wiesław Stefan Kuc                 | Autodifesa della Repubblica Polacca            | NI      |
| Barbara Kudrycka                   | Piattaforma Civica                             | PPE-DE  |
| Jan Jerzy Kułakowski               | Unione della Libertà                           | ALDE    |
| Zbigniew Kuźmiuk                   | Partito Popolare Polacco                       | PPE-DE  |
| Janusz Lewandowski                 | Piattaforma Civica                             | PPE-DE  |
| Bogusław Liberadzki                | SLD - UP (Alleanza della Sinistra Democratica) | PSE     |
| Marcin Libicki                     | Diritto e Giustizia                            | UEN     |
| Jan Tadeusz Masiel                 | Autodifesa della Repubblica Polacca            | NI      |
| Jan Olbrycht                       | Piattaforma Civica                             | PPE-DE  |
| Janusz Onyszkiewicz                | Unione della Libertà                           | ALDE    |
| Bogdan Pęk                         | Lega delle Famiglie Polacche                   | IND/DEM |
| Józef Pinior                       | Socialdemocrazia di Polonia                    | PSE     |
| Mirosław Piotrowski                | Lega delle Famiglie Polacche                   | IND/DEM |
| Paweł Bartłomiej Piskorski         | Piattaforma Civica                             | PPE-DE  |
| Zdzisław Zbigniew Podkański        | Partito Popolare Polacco                       | PPE-DE  |
| Jacek Protasiewicz                 | Piattaforma Civica                             | PPE-DE  |
| Bogusław Rogalski                  | Lega delle Famiglie Polacche                   | IND/DEM |
| Dariusz Rosati                     | Socialdemocrazia di Polonia                    | PSE     |
| Wojciech Roszkowski                | Diritto e Giustizia                            | UEN     |
| Leopold Józef Rutowicz             | Autodifesa della Repubblica Polacca            | NI      |
| Jacek Saryusz-Wolski               | Piattaforma Civica                             | PPE-DE  |
| Czesław Adam Siekierski            | Partito Popolare Polacco                       | PPE-DE  |
| Marek Siwiec                       | SLD - UP (Alleanza della Sinistra Democratica) | PSE     |
| Bogusław Sonik                     | Piattaforma Civica                             | PPE-DE  |
| Grażyna Staniszewska               | Unione della Libertà                           | ALDE    |
| Andrzej Jan Szejna                 | SLD - UP (Alleanza della Sinistra Democratica) | PSE     |
| Konrad Szymański                   | Diritto e Giustizia                            | UEN     |
| Witold Tomczak                     | Lega delle Famiglie Polacche                   | IND/DEM |
| Wojciech Wierzejski                | Lega delle Famiglie Polacche                   | IND/DEM |
| Janusz Wojciechowski               | Partito Popolare Polacco                       | PPE-DE  |
| Zbigniew Zaleski                   | Piattaforma Civica                             | PPE-DE  |
| Tadeusz Zwiefka                    | Piattaforma Civica                             | PPE-DE  |

## Modifiche intervenute

### Piattaforma Civica
- In data 06.12.2007 a Bogdan Klich subentra Urszula Gacek.
- In data 06.12.2007 a Barbara Kudrycka subentra Krzysztof Hołowczyc.

### Lega delle Famiglie Polacche
- In data 12.07.2005 a Filip Adwent subentra Andrzej Tomasz Zapałowski.
- In data 26.10.2005 a Wojciech Wierzejski subentra Bernard Wojciechowski.

### Diritto e Giustizia
- In data 07.12.2005 a Anna Elżbieta Fotyga subentra Hanna Foltyn-Kubicka.
- In data 30.08.2007 a Michał Tomasz Kamiński subentra Ewa Tomaszewska.

### Unione della Libertà
- In data 26.08.2008 a Bronisław Geremek subentra Andrzej Wielowieyski.